# Autos, moda y rock and roll
Autos, moda y rock and roll es el nombre del segundo álbum del grupo mexicano Fandango, producido por Loris Ceroni, con una fuerte influencia de Rock and roll y pop melodioso. Grabado a finales de 1986 y principios de 1987 y editado en 1987.
Con este disco Fandango se da a conocer en el mundo de la música en México, por lo que muchos lo consideran el primero. La canción Autos, Moda y Rock and Roll se cuela a los primeros lugares de popularidad y logra mantenerse en el Top 10 durante más de dos meses, posteriormente canciones como Un Millón de Maneras de Olvidarte e Irresistible Seducción suenan fuertemente en la radio. Por dicho álbum se hacen acreedoras del disco de oro por las altas ventas registradas durante 1987 y 1988 por lo que es considerado el disco más exitoso de Fandango.
En 2006, EMI reedita este álbum en formato Compact Disc y en 2007 la canción Autos, Moda y Rock and roll aparece en el número 27 de la lista de Las 100 Grandiosas Canciones de los 80's en Español, conteo realizado por la cadena de videos de música VH1.
"Autos, Moda y Rock and Roll" puede ser escuchado en el videojuego GTA V en la estación de radio EastLos FM.
En 2011, el grupo de rock Moderatto realizó una nueva versión para la película de Disney Cars 2.

## Listado de canciones
1. Autos, Moda y Rock and Roll
2. La Vuelta a mi Corazón en 80 Segundos
3. Tu no Sabes Volar
4. Irresistible Seducción
5. Otra Vez Mañana
6. Un Millón de Maneras de Olvidarte
7. Baila Chico
8. Te Cliquier
9. Niebla
10. Canta, Salta, Baila

## Sencillos
- Autos, Moda y Rock and Roll  (1987)
- Un Millón de Maneras de Olvidarte  (1987)
- Otra Vez Mañana (1987)
- Irresistible Seducción  (1988)

## Videos
- Autos, Moda y Rock and Roll (1987)
- Un Millón de Maneras de Olvidarte (1987)

## Integrantes
- Liliana
- Evalinda
- Moña
- Rocío
- Alexa

- Datos: Q5712863